# MAN Diesel SE
MAN Diesel è stata una divisione della società tedesca MAN SE, con sede a Augusta in Baviera. La produzione era costituita da alcuni dei più grandi e potenti motori diesel, utilizzati principalmente sulle navi, ma anche nelle centrali elettriche.
MAN Diesel ha avuto una grande tradizione nella costruzione di motore diesel e Rudolf Diesel ha sviluppato il primo motore diesel nel 1897 ad Augusta.
Nel 1980 con l'acquisizione della Burmeister & Wain, industria danese con sede a Copenaghen la società ha assunto la denominazione MAN B & W DieselAG.
Nel 2000 MAN B&W Diesel ha acquisito Alstom Engines Ltd, società nata nel 1988 dalla fusione tra la divisione Power Systems di GEC, costituita da Paxman, Ruston e Mirrlees Blackstone, imprese di costruzioni di motori diesel, e la Alsthom, una controllata dalla Compagnie Générale d'Electricité.
Dal 1º settembre 2006, la società ha assunto la denominazione  MAN Diesel SE.
In seguito alla fusione con MAN Turbo la società ha costituito nel 2010 la società MAN Diesel & Turbo SE. La fusione tra le due società del gruppo MAN SE stabilita il 14 luglio 2009 è avvenuta il 26 marzo 2010 con effetto retroattivo 1º gennaio 2010.